# Васил Рашеев
Васил Николов (Николаевич) Рашеев е известен български търговец и просветен деец.

## Биография
Васил Рашеев е роден през 1812 г. в Габрово. През 1832 г. е повикан от вуйчо си Николай Ст. Палаузов в Одеса. Няма особено желание да учи, но работата в дюкяна на вуйчо му му доставя истинско удоволствие. Остава при вуйчо си до края на 1840-те години, когато става самостоятелен търговец.
В Одеса се запознава с Васил Априлов. През 1845 г. с братовчед си Николай Хр. Палаузов посещават Габрово. Изпратени са от Васил Априлов и Николай Ст. Палаузов. Оказва ценна помощ за създаването и уредбата на Габровското училище. Написват „Правилник за управлението на училището“. При второто посещение търсят място за построяване на нова училищна сграда. При третото подготвят всички необходими документи и предвиждат строежът да започне през следващата пролет (1850). При четвъртото идване на 18 април 1851 г. поставя основния камък на новото гимназиално здание пред погледите на целия град.
През 1854 г. Васил Рашеев се жени за гъркиня. От брака им се ражда син Александър, който става почетен консул на Япония в Одеса. Бизнесът му се развива успешно и в края на 50-те години поддържа делови отношения с Цариград, Галац, Букурещ и България. Има особено големи заслуги за развитието на търговските отношения между България и Одеса. Внася кожи за кожарите от Габрово, Севлиево, Ловеч и Търново, риба, захар и други руски стоки.
Устройва своя племенник Спиро Стомоняков в Одеското търговско училище. След завършване го назначава на работа в кантората си. Друго дете, на което дава шанс да учи в Одеса, е Иван Димитров Рашеев. През 1882 г. го назначава на работа в кантората си на мястото на Стомоняков, когото е направил управител на кантората си в Русе.
Намира вечен покой на 94 години в Одеса на 3 януари 1907 г.